# Helen Damico
Helen Damico (Chios, 30 de enero de 1931-Akron, 14 de abril de 2020) fue una erudita del Antiguo Inglés y la literatura del Antiguo Inglés. 

## Carrera
Damico fue profesora emérita en la Universidad de Nuevo México, donde comenzó a enseñar en 1981 y fundó el Instituto de Estudios Medievales. Anteriormente estuvo en la facultad de Brooklyn College y la Universidad de Minnesota. Obtuvo su licenciatura de la Universidad de Iowa en 1952 y recibió su Ph.D. de la Universidad de Nueva York en 1980. 
Fue autora de Beowulf's Wealhtheow and the Valkyrie Tradition, hizo importantes contribuciones al estudio de las mujeres en inglés antiguo y literatura nórdica antigua, y su trabajo sobre Wealhþeow se cita con frecuencia. Vio representaciones de la valquiria tanto en Wealhþeow como en la Madre de Grendel en el poema inglés antiguo Beowulf (c. 700–1000 DC).
Recibió el Premio de Humanidades de Nuevo México por Contribuciones de por vida a las Humanidades, y recibió el Premio CARA de la Academia Medieval de América por Servicio Excepcional a Estudios Medievales. 

## Vida personal
Nació en Chios, Grecia, y emigró a los Estados Unidos en 1937. Falleció el 14 de abril de 2020 como resultado de Covid-19.

## Libros escritos y editados

### Monografías
- Beowulf's Wealhtheow and the Valkyrie Tradition (1984)
- Beowulf and the Grendel-kin: Politics and Poetry in Eleventh-Century England (2015)

### Colecciones editadas
- Karkov, Catherine E. & Damico, Helen, eds. (2008). Aedificia Nova: Studies in Honor of Rosemary Cramp. Publications of the Richard Rawlinson Center. Kalamazoo: Medieval Institute Publications, Western Michigan University. ISBN 978-1-58044-110-0.
- Medieval Scholarship: Biographical Studies on the Formation of a Discipline (3 vols)
- Heroic Poetry in the Anglo-Saxon Period: Studies in Honor of Jess B. Bessinger, Jr. (with John Leyerle; Kalamazoo: Medieval Institute Publications, Western Michigan University, 1993)[6]
- New Readings on Women in Old English Literature. Eds. Helen Damico and Alexandra Hennessey Olsen. Bloomington: Indiana University Press, 1990. 176–89

### Ensayos
- "The Valkyrie Reflex in Old English Literature." In New Readings on Women in Old English Literature. Eds. Helen Damico and Alexandra Hennessey Olsen. Bloomington: Indiana University Press, 1990. 176–89